# Selfjall (berg i Island, Västlandet, lat 64,69, long -20,79)
Selfjall är ett berg i republiken Island. Det ligger i regionen Västlandet, 80 km nordost om huvudstaden Reykjavík. Toppen på Selfjall är 420 meter över havet.
Trakten runt Selfjall är nära nog obefolkad, med mindre än två invånare per kvadratkilometer. Det finns inga samhällen i närheten. Trakten runt Selfjall består i huvudsak av gräsmarker.